# Inicijator radikala
U hemiji, inicijatori radikala su supstance koje mogu da proizvedu radikalne vrste pod blagim uslovima i podstiču radikalne reakcije. Ove supstance generalno poseduju slabe veze - veze koje imaju malu energiju disocijacije veze. Radikalni inicijatori se koriste u industrijskim procesima kao što je sinteza polimera. Tipični primeri su molekuli sa azot-halogenom vezom, azo jedinjenja i organski i neorganski peroksidi.

## Glavne tipovi inicijacionih reakcija
- Halogeni relativno lako prolaze kroz homolitičku fisiju. Hlor, na primer, daje dva radikala hlora (Cl•) zračenjem ultraljubičastom svetlošću. Ovaj proces se koristi za hlorisanje alkana.
- Azo jedinjenja (R-N=N-R') mogu biti prekurzor dva ugljenik-centrirana radikala (R• i R'•) i gasovitog azota pri zagrevanju i/ili zračenju. Na primer, AIBN i ABCN daju izobutironitril i cikloheksankarbonitril radikale, respektivno.

- Svaki od organskih peroksida ima peroksidnu vezu (-O-O-), koja se lako cepa dajući dva radikala sa kiseonikom. Oksilni radikali su nestabilni i veruje se da su transformisani u relativno stabilne radikale u centru ugljenika. Na primer, di-tert-butil peroksid (t-BuOOt-Bu) daje dva t-butoksi radikala (t-BuO•) i radikali postaju metil radikali (CH3•) sa gubitkom acetona. Benzoil peroksid ((PhC)OO)2) stvara benzoiloksil radikale (PhCOO•), od kojih svaki gubi ugljen-dioksid da bi se pretvorio u fenil radikal (Ph•). Metil etil keton peroksid je takođe uobičajen, a aceton peroksid se u retkim prilikama koristi i kao inicijator radikala.
- Neorganski peroksidi funkcionišu analogno organskim peroksidima. Mnogi polimeri se često proizvode od alkena nakon iniciranja sa peroksidisulfatnim solima. U rastvoru, peroksidisulfat se disocira dajući sulfatne radikale:[3]

[O3SO-OSO3]2− ⇌ 2 [SO4]−
Sulfatni radikal se dodaje alkenu formirajući radikalne sulfatne estre, npr. .CHPhCH2OSO3−, koji dodaju dalje alkene formiranjem C-C veza. Na ovaj način se proizvode mnogi polimeri stirena i fluoroalkena. U radikalnoj polimerizaciji sa transferom atoma (ATRP), ugljen-halogenidi reverzibilno stvaraju organske radikale u prisustvu katalizatora prelaznog metala.